# Johann Joseph Rosenbaum
Johann Joseph Rosenbaum (* 17. Januar 1798 in Horchheim bei Koblenz; † 13. April 1867 in Trier) war ein deutscher katholischer Geistlicher und Theologe.

## Leben
Johann Joseph Rosenbaum studierte in Koblenz und am Bischöflichen Priesterseminar Trier.
Am 29. Februar 1820 wurde er zum Priester geweiht und wirkte von 1820 bis 1825 als Kaplan in der Pfarrei Unserer Lieben Frau in Koblenz.
1825 erhielt er die Professur der Dogmatik am Priesterseminar Trier.
Weil er sich nach der kirchlichen Verurteilung des Hermesianismus nicht unterwerfen wollte, wurde er 1842 von seinem Lehramt im Priesterseminar enthoben und zum Pfarrer in Andernach ernannt. Später wurde er in Andernach zum Dekan ernannt.
Am 4. August 1859 erhielt er die Ernennung zum Canonicus honorarius, musste jedoch, um die Bestätigung zu erhalten, eine Unterwerfungserklärung nach Rom senden. 1862 wurde er zum Wirklichen Canonicus in Trier ernannt. Hierbei begnügte sich der Vatikan mit der Erklärung, dass er seit 1859 nichts für das Hermesianische System geschrieben habe.
Johann Joseph Rosenbaum veröffentlichte verschiedene theologische Werke. Er schrieb von 1832 bis 1853 für die Bonner Zeitschrift für Philosophie und katholische Theologie Rezensionen sowie dogmatische und polemische Abhandlungen. Gemeinsam mit Franz Xaver Biunde (1806–1860) gab er 1833 als Beilage zur Zeitschrift für Philosophie und katholische Theologie die Blätter zur Orientirung in Sachen des Hermesianismus heraus, die 1838 in zweiter Auflage als Buch erschienen.

## Ehrungen
- Johann Joseph Rosenbaum erhielt von der theologischen Fakultät der Universität Bonn das Ehrendiplom eines Doktors der Theologie.

## Schriften (Auswahl)
- De controversia inter rationalismum et supernaturalismum ut vulgo vocantur, nostra praeprimis aetate mota. Carl Troschel, Trier 1831.
- Johann Joseph Rosenbaum, Joseph von Hommer: Über Glauben. Ein Beitrag zur Rechtfertigung der Lehren des sel. Professors Hermes über diesen Gegenstand, zunächst gegen den demselben gemachten Vorwurf der Unkirchlichkeit; zur Jubelfeier des 50jährigen Priesterthums Seiner Bischöflichen Gnaden des Hochwürdigsten Herrn, Herrn Josephs von Hommer, Bischofs von Trier, Doctors der Theologie, Ritters des Rothen Adlerordens zweiter Klasse, Commandeurs des Belgischen Löwenordens. Gall, Trier 1833 (Digitalisat).
- Ueber die zur gültigen Verwaltung der Sakramente erforderliche Intention des Ministers derselben. Eine theologische Abhandlung, geschrieben zur Ankündigung der Herbstferien 1837.  Blattau, Trier 1837.